# Universul Ciuciuleni
Universul Ciuciuleni a fost un club de fotbal din Ciuciuleni, Republica Moldova.
Echipa a fost fondată în 1992, a evoluat un sezon în Divizia Națională, iar în 1994 s-a desființat.